# Dichrogaster chrysopae
Dichrogaster chrysopae är en stekelart som först beskrevs av William Harris Ashmead 1894.  Dichrogaster chrysopae ingår i släktet Dichrogaster och familjen brokparasitsteklar. Inga underarter finns listade i Catalogue of Life.